# Església de Sant Andreu de la Vola
Sant Andreu de la Vola és una església eclèctica del poble de Sant Andreu de la Vola, al municipi de Sant Pere de Torelló (Osona), protegida com a Bé Cultural d'Interès Local.

## Descripció
Edifici religiós. Església de tres naus, la central més elevada que les laterals. La capçalera, sense absis, és orientada a llevant, per on sobresurt un cos destinat a sagristia, decorat amb pintures. El mur de tramuntana del temple s'adossa al mas que fou la rectoria. La façana presenta el capcer triangular. A la part esquerra, adossat a l'església hi ha un campanar de torre amb els angles escairats a la part superior. No té campana, està força deteriorat i un sector és refet amb totxo. El portal de la façana és d'arc rebaixat i la dovella central és decorada amb una petxina i inscripcions. Al damunt s'obre un òcul.
L'estat de conservació és mitjà. L'interior no conserva cap element d'interès.

## Història
La parròquia de Sant Andreu de la Vola es troba a l'antic indret conegut amb el nom de l'AVETOLA des de l 923. La parròquia es formà des de molt antic encara que les primeres notícies datin del 1031, moment en què fou renovada i dotada de nou. Era el centre religiós de l'antic terme de Curull, que s'annexionà amb la Vola a Masies de Torelló l'any 1920 per unir-se sis anys més tard a Sant Pere de Torelló.
L'església, malgrat tenir orígens romànics, ha sofert tantes transformacions que no conserva cap element de l'antic estil. Al 1594 s'hi obrí un portal nou i al segle xviii s'hi bastí la sagristia i el campanar.
Actualment està molt abandonada degut al despoblament que pateix la zona i només se celebra missa una vegada a l'any, per la festa major.